# Nativity in Black, Vol. 2
Nativity in Black es un álbum tributo a la banda de heavy metal Black Sabbath, que salió al mercado en el año 2000 como continuación del álbum Nativity in Black, de 1994. Contó con la participación de bandas como Megadeth, Pantera, Slayer y Primus.

## Lista de canciones
1. «Sweet Leaf» — Godsmack
  - Originallmente del álbum Master of Reality.
2. «Hole in the Sky» — Machine Head
  - Originalmente del álbum Sabotage.
3. «Behind the Wall of Sleep» — Static-X
  - Originalmente del álbum Black Sabbath.
4. «Never Say Die» — Megadeth
  - Originalmente del álbum Never Say Die!.
5. «Snowblind» — System of a Down
  - Originallmente del álbum Black Sabbath, Vol. 4.
6. «Electric Funeral» — Pantera
  - Originalmente del álbum Paranoid.
7. «N.I.B.» — Primus con Ozzy Osbourne
  - Originalmente del álbum Black Sabbath.
8. «Hand of Doom» — Slayer
  - Originalmente del álbum Paranoid.
9. «Under the Sun» — Soulfly
  - Originalmente del álbum Black Sabbath, Vol. 4.
10. «Sabbra Cadabra» — (həd) p.e.
  - Originalmente del álbum Sabbath Bloody Sabbath.
11. «Into the Void» — Monster Magnet
  - Originalmente del álbum Master Of Reality.
12. «Iron Man» (This Means War) — Busta Rhymes
  - Originalmente del álbum Paranoid.